# Pfister (Augsburger Patriziergeschlecht)

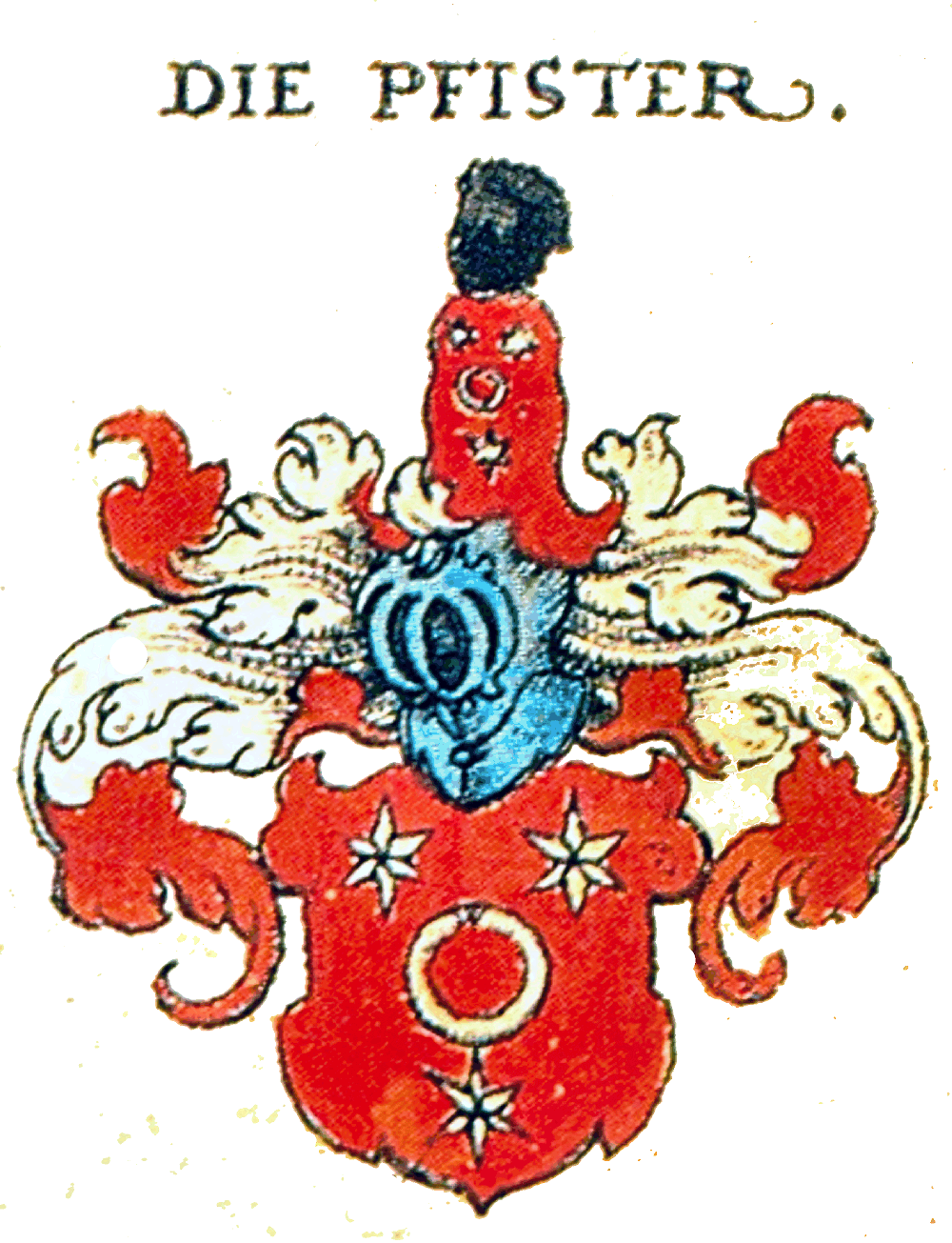
Wappen der Pfister in Johann Siebmachers Wappenbuch von 1605 (Augsburger Adlige Patrizier)

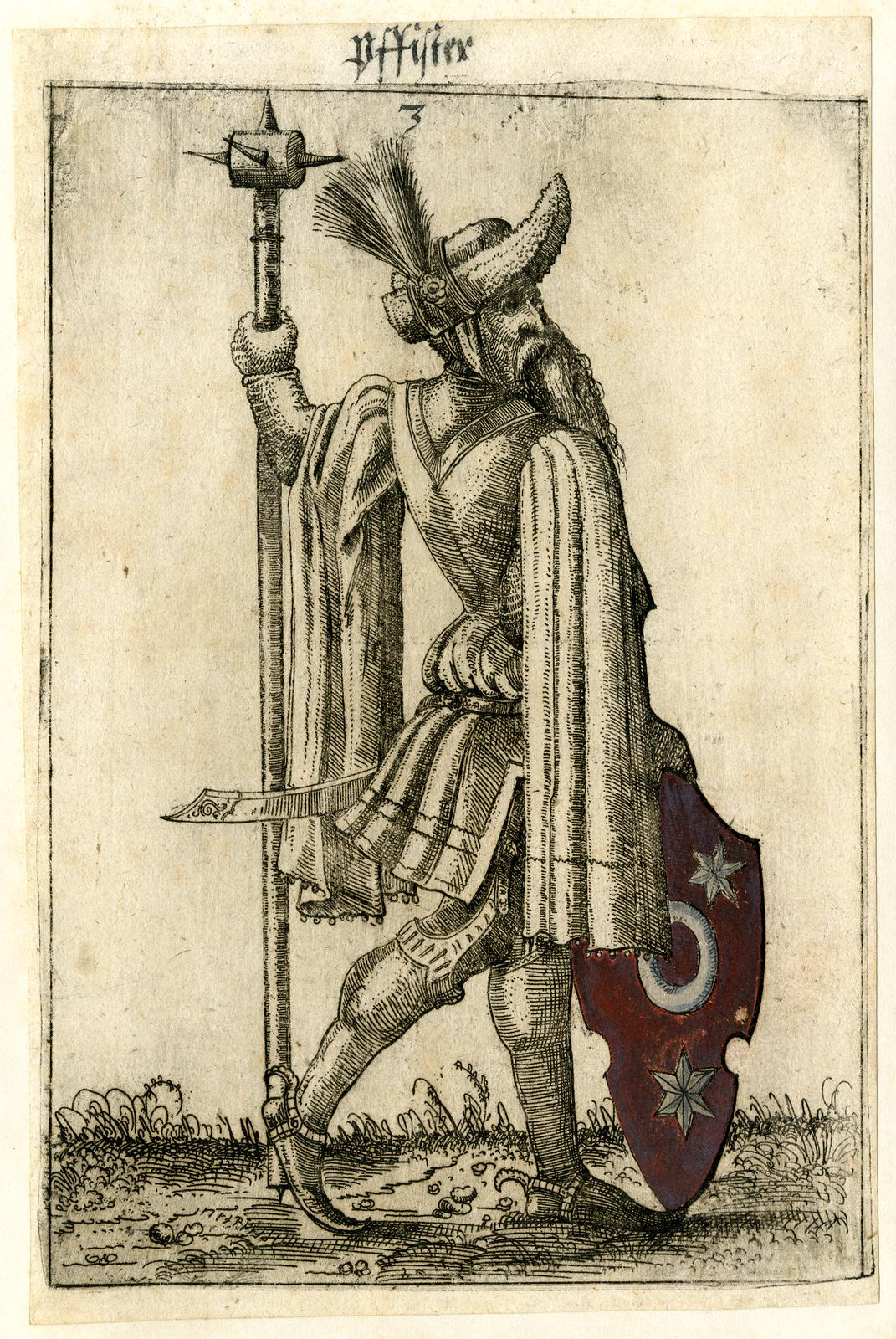
Wappen und Halterfigur der Pfister im Augsburger Geschlechterbuch, Radierung von Hans Burgkmair dem Jüngeren, 1545/47

Pfister war der Name eines alten, geadelten Patriziergeschlechts aus der Reichsstadt Augsburg. Im Laufe der Jahrhunderte waren von der Familie vier Angehörige im Rat und zwei im Stadtgericht vertreten, allesamt evangelischer Konfession. Bis zum Anfang des 17. Jahrhunderts sind die Pfister in Augsburg vollständig erloschen. Weitere Patriziergeschlechter Pfister existierten u. a. in Lindau, Schaffhausen und Regensburg.

## Geschichte
Dem Historiker Paul von Stetten zufolge zählten die Pfister zu den ältesten Familien der Reichsstadt Augsburg. Ursprünglich aus dem Handwerk stammend, war das Geschlecht im 14. Jahrhundert dort nachweislich in das Patriziat aufgestiegen und der Zünfte beigetreten. Mitte des 14. Jahrhunderts erscheint Ulrich Pfister als Steuermeister und 1370 als Zunftmeister. Georg Pfister fungierte um 1456 als bischöflicher Burggraf. Hans Pfister († 1523) arbeitete für die Vöhlin-Gesellschaft. Als eines der bedeutendsten Angehörigen zeichnete sich Markus Pfister († 1561) zunächst als Soldat aus, als er an der Seite Kaiser Karls V. an einem Feldzug gegen Frankreich teilnahm. Zeitweise war er in England, Frankreich und Antwerpen für die Herwart-Gesellschaft tätig. Des Weiteren diente er als städtischer Gesandter auf dem Reichstag und am kaiserlichen Hof. 1538 erfolgte seine Aufnahme in das Patriziat. Von 1553 bis 1554 wirkte er als Bürgermeister und von 1555 bis 1560 als Geheimrat. Schließlich ernannte man ihn 1563 zum Kriegsrat.
Am 31. Mai 1548 verlieh Kaiser Karl V. den Vettern Georg sen., Hieronymus, Georg jun. und Christoph jun. Pfister den rittermäßigen Adelsstand, eine Wappenbesserung, das „privilegium fori“, das „privilegium denominandi“ sowie die Rotwachsfreiheit. Dies steht im Widerspruch zur Publikation von Hefner, der in seinem Werk betont, „die Pfister gehörten zu den Patriziern oder Geschlechtern, jedoch nicht zum Adel“.
Mit Christoph Pfister ist das Geschlecht gegen Ende des 16. bis Anfang des 17. Jahrhunderts in Augsburg im Mannesstamm erloschen. 1608 wurde das Wappen einem von Neuenstadt am Kocher stammenden Geschlecht verliehen bzw. geführt.

## Wappen
Blasonierung
In Rot ein silberner Ring, begleitet von drei (2:1) silbernen Sternen. Auf dem Helm mit rot-silbernen Helmdecken ein Mohrenrumpf, die rote Kleidung das Wappenbild wiederholend.
Darstellungen in Siebmachers Wappenbüchern

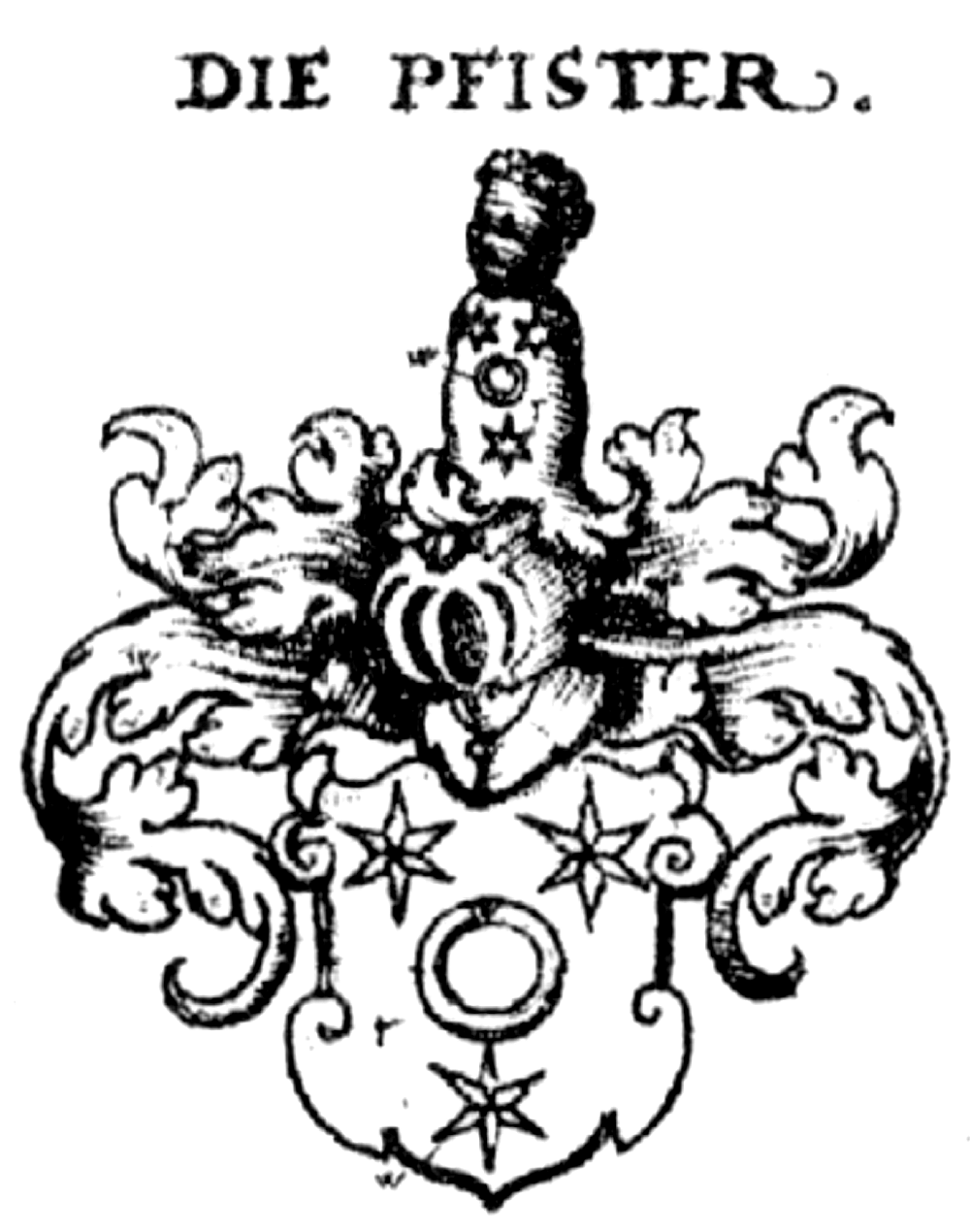
1702
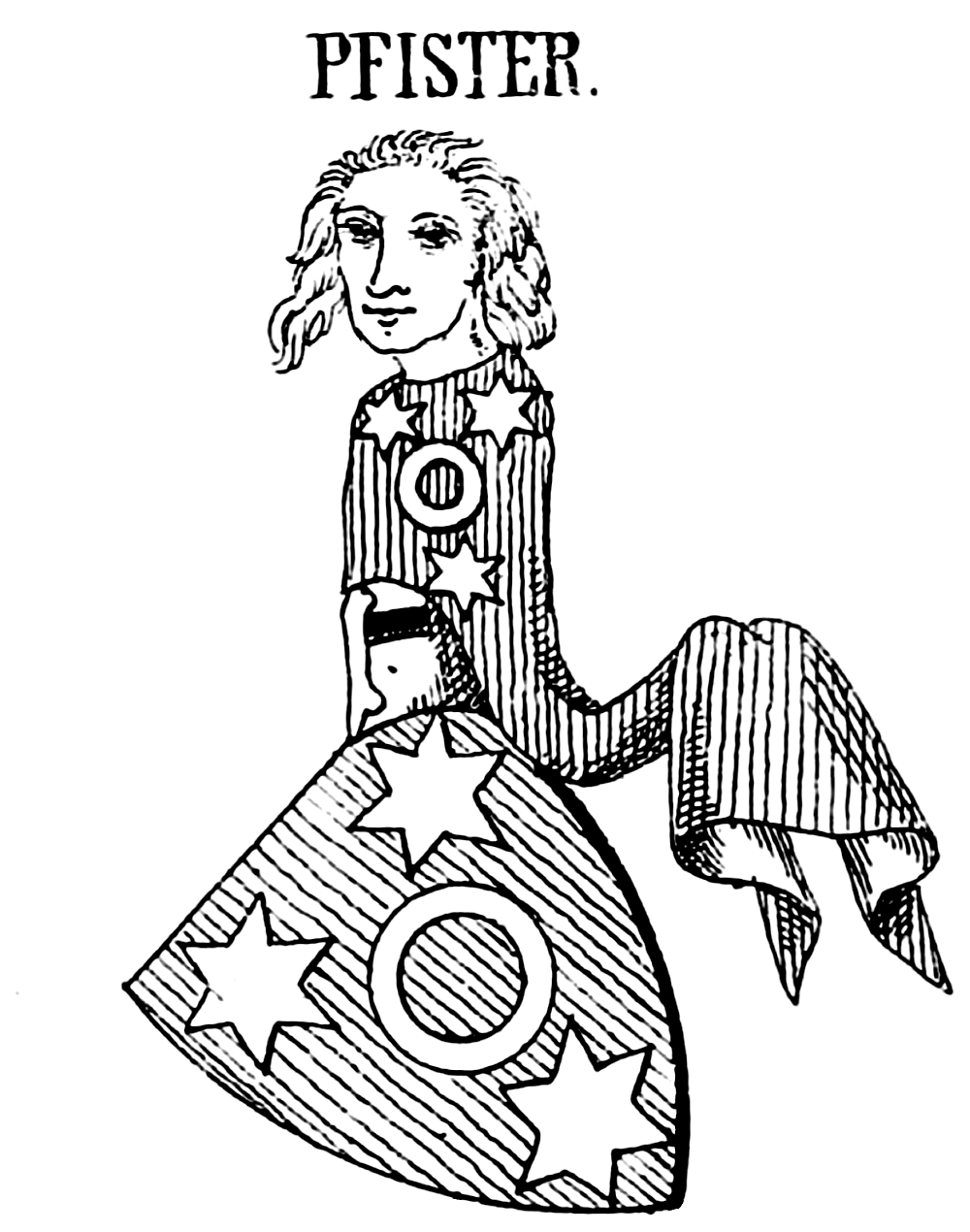
1884
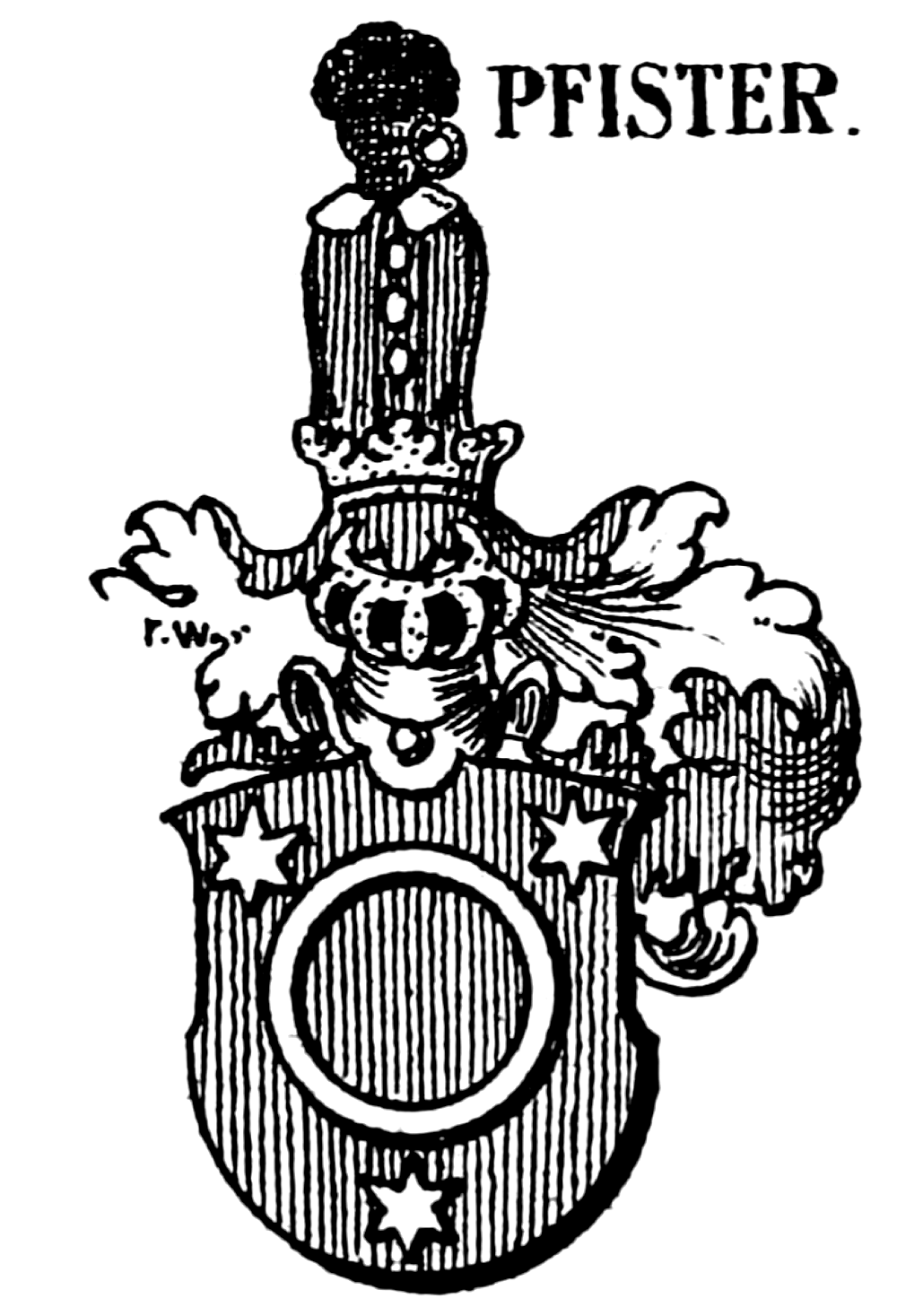
1911